# Ostrý kameň
Ostrý kameň (1001 m) – szczyt w południowej części Gór Czerchowskich we wschodniej Słowacji. W części zalesiony. 

## Szlak turystyczny
zielony: wieś Hertník – przełęcz Čergov – Čergov – Ostrý kameň – Lysá – wieś Červená Voda – miasto Sabinov